# フジグラン神辺
フジグラン神辺（フジグランかんなべ）は、広島県福山市神辺町(開店当初は深安郡神辺町)に所在する、フジ・リテイリングが展開するショッピングセンターである。

## 概要
2009年（平成21年）2月期以降は、広島で一番売上額を上げるフジの店舗となっている。
2022年（令和4年）6月頃にフジグラン神辺は店舗塔屋・サイン・立看板等を新ロゴに刷新。

## 館内

### 本体棟
- 1階 - 食品館、生活館、専門店街（グローバルワーク、無印良品等）
- 2階 - 生活館、宮脇書店、専門店街（ヴィレッジヴァンガード等）、ガーデンキッチン（フードコート）
- 3階 - 福山エーガル8シネマズ（シネマコンプレックス）
- 本体棟は、ルネサンス様式の広大で優雅なヴィラ（別荘）をイメージしたデザインである。

### 別棟
- グルメアヴェニュー神辺
  - 焼肉 韓の厨房じゃんじゃか
  - しゃぶしゃぶ温野菜
  - 天丼 てんや
  - ケンタッキー フライドチキン

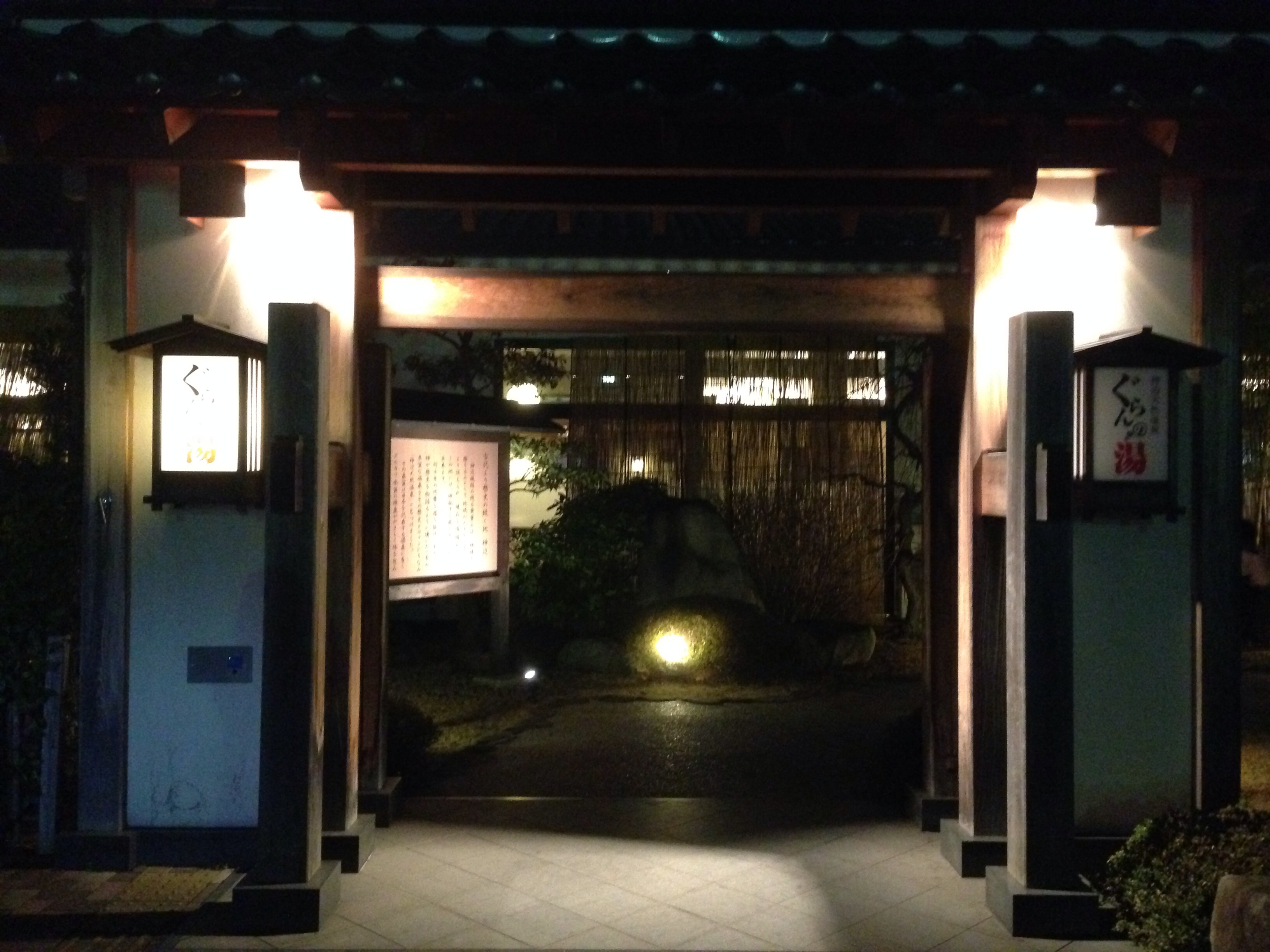
ぐらんの湯

- 御幸石油 フジグラン給油所（ガソリンスタンド）
- ニトリ デコホーム
- ジーユー
- フィッタ神辺（スポーツクラブ）
- 神辺天然温泉 ぐらんの湯

## 売上高
フジから発表されている『平成20年（2008年）2月期』から『平成22年（2010年）2月期』の売上データである。『平成23年（2011年）2月期』以降（2011年（平成23年）4月発表分）は店舗別のデータは公表されていない。なお、売上額の単位は百万円である。
| 期            | 売上額 | フジ全体での 売上順位 | 広島県内での 売上順位 | 前年比 | 出典                               |
| 平成20年2月期 | 11,157 | 4位                   | 2位 （広島に次いで）  | 104.8% | 平成20年2月期 決算・参考資料 (PDF) |
| 平成21年2月期 | 10,994 | 4位                   | 1位                   | 98.5%  | 平成21年2月期 決算・参考資料 (PDF) |
| 平成22年2月期 | 10,447 | 4位                   | 1位                   | 非公表 | 平成22年2月期 決算・参考資料 (PDF) |

## 福山エーガル8シネマズ
福山エーガル8シネマズ（ふくやまエーガルエイトシネマズ）はフジグラン神辺に併設される映画館である。フジグラン神辺開業に少し遅れ、2005年7月9日に開業した。
福山駅前シネマを運営する独立系の興業会社『フューレック』が運営ししている。全館デジタル・シアター・システムズに対応し、2011年7月までに全館スクリーンデジタル化を行っている。
また、中国地方初となるIMAXシアターを備えている。
| シアター名 | 一般座席数                        | 車いす席数 | 備考                 |
| CIMEMA 1   | 87席                              | 1席        |                      |
| CIMEMA 2   | 87席                              | 1席        |                      |
| CIMEMA 3   | 125席                             | 1席        |                      |
| CIMEMA 4   | 2D・IMAX / 262席 3D・IMAX / 225席 | 2席        | IMAXデジタルシアター |
| CIMEMA 5   | 214席                             | 1席        |                      |
| CIMEMA 6   | 170席                             | 1席        |                      |
| CIMEMA 7   | 114席                             | 1席        |                      |
| CIMEMA 8   | 87席                              | 1席        |                      |
| 総数       | 1155席                            | 9席        |                      |

## 周辺の施設
- コーナン神辺店
- 福山北警察署
- 広島県立ふくやま産業交流館（ビッグローズ）
- 三村松 神辺グラン仏壇館
- ダイハツ広島販売 神辺グラン店

## 周辺のショッピングセンター
- ハローズ御幸店（近隣には神辺モール店、南駅家店、神辺店もある激戦区）
- フレスポ神辺モール
- ポートプラザ日化（ゆめタウン福山・天満屋ハピータウンポートプラザ店）
- ゆめタウン蔵王
- 府中天満屋